# Eupodoctis
Eupodoctis is een geslacht van hooiwagens uit de familie Podoctidae.
De wetenschappelijke naam Eupodoctis is voor het eerst geldig gepubliceerd door Roewer in 1923. 

## Soorten
Eupodoctis omvat de volgende 2 soorten:
- Eupodoctis annulatipes
- Eupodoctis indicus